# Lista de ilhas habitadas da Croácia

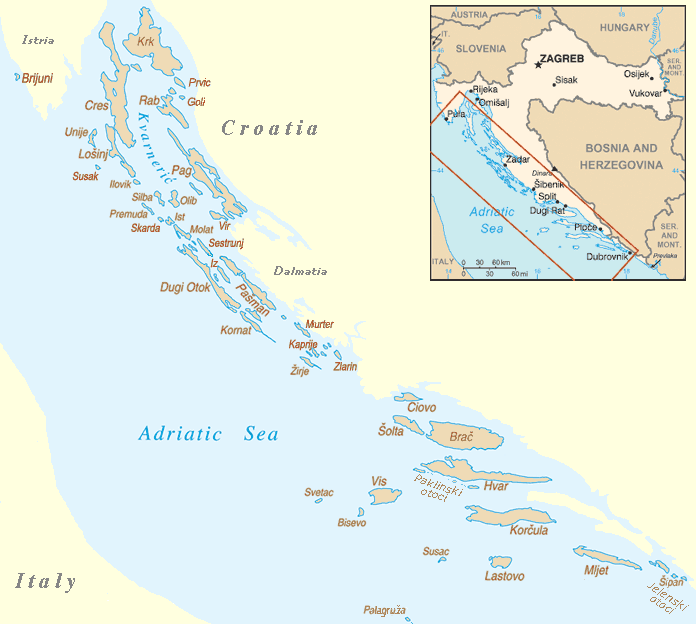
Mapa das ilhas da Croácia no mar Adriático.

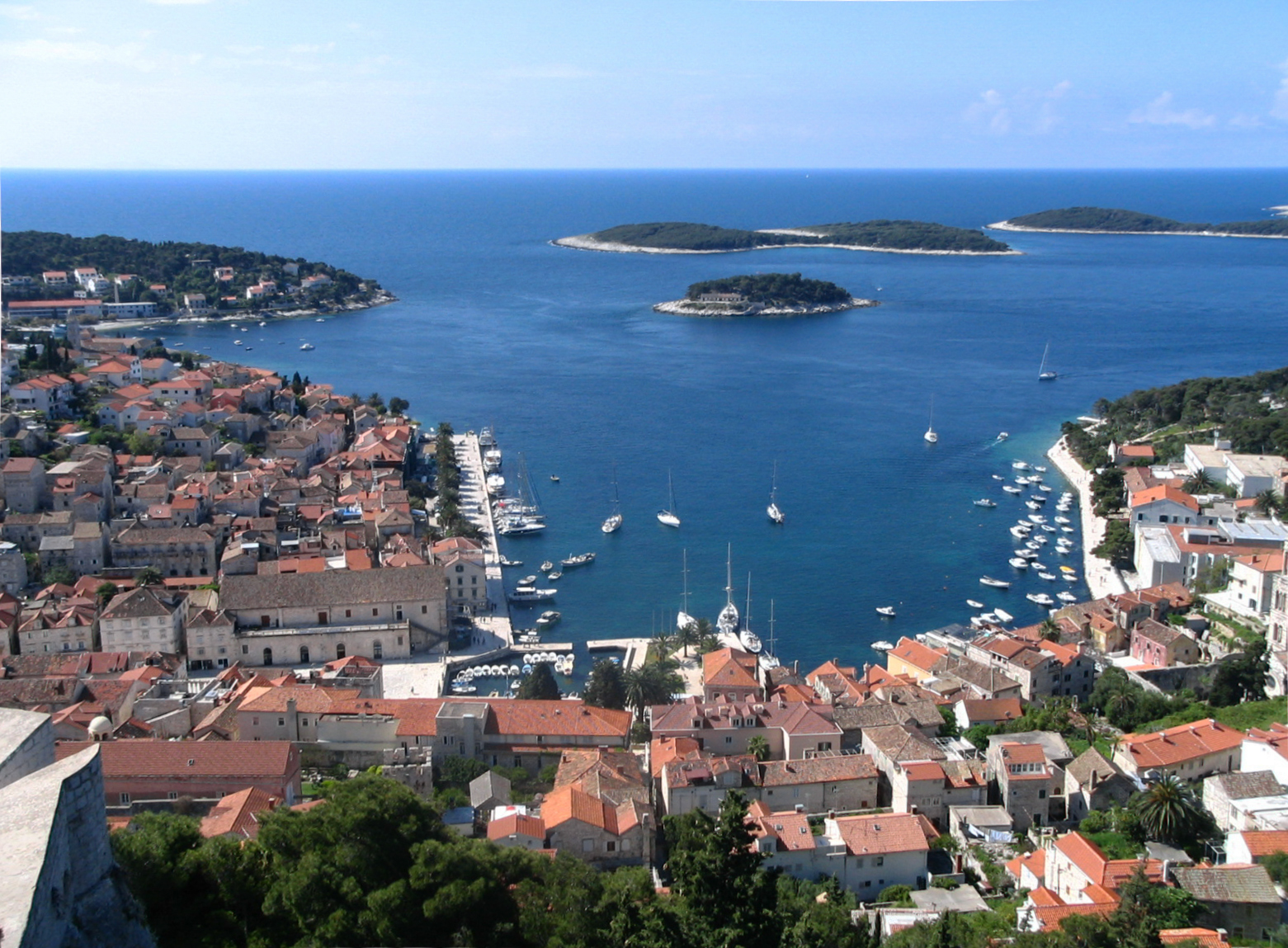
Porto da cidade de Hvar, na ilha de Hvar.

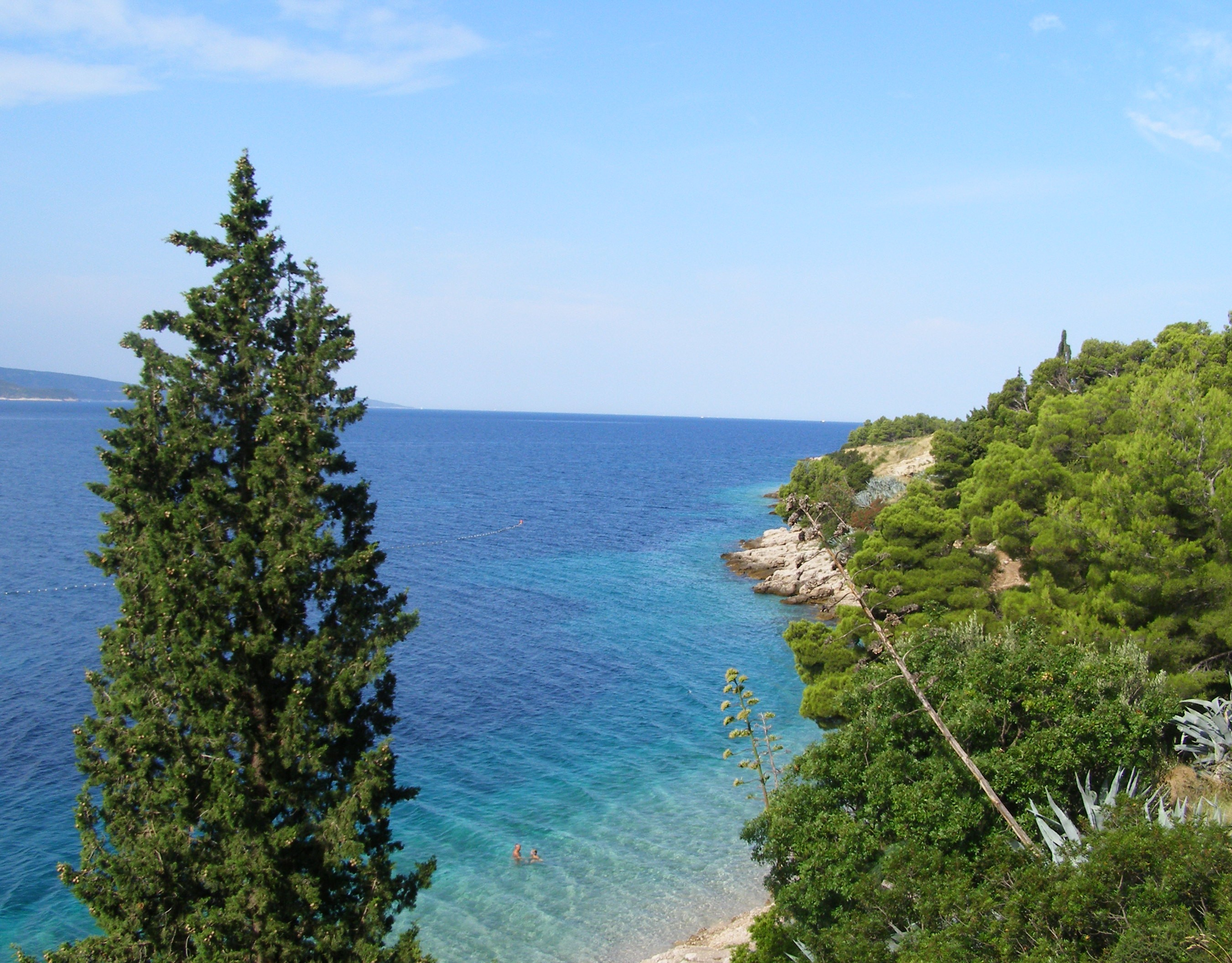
Uma praia na ilha de Brač.

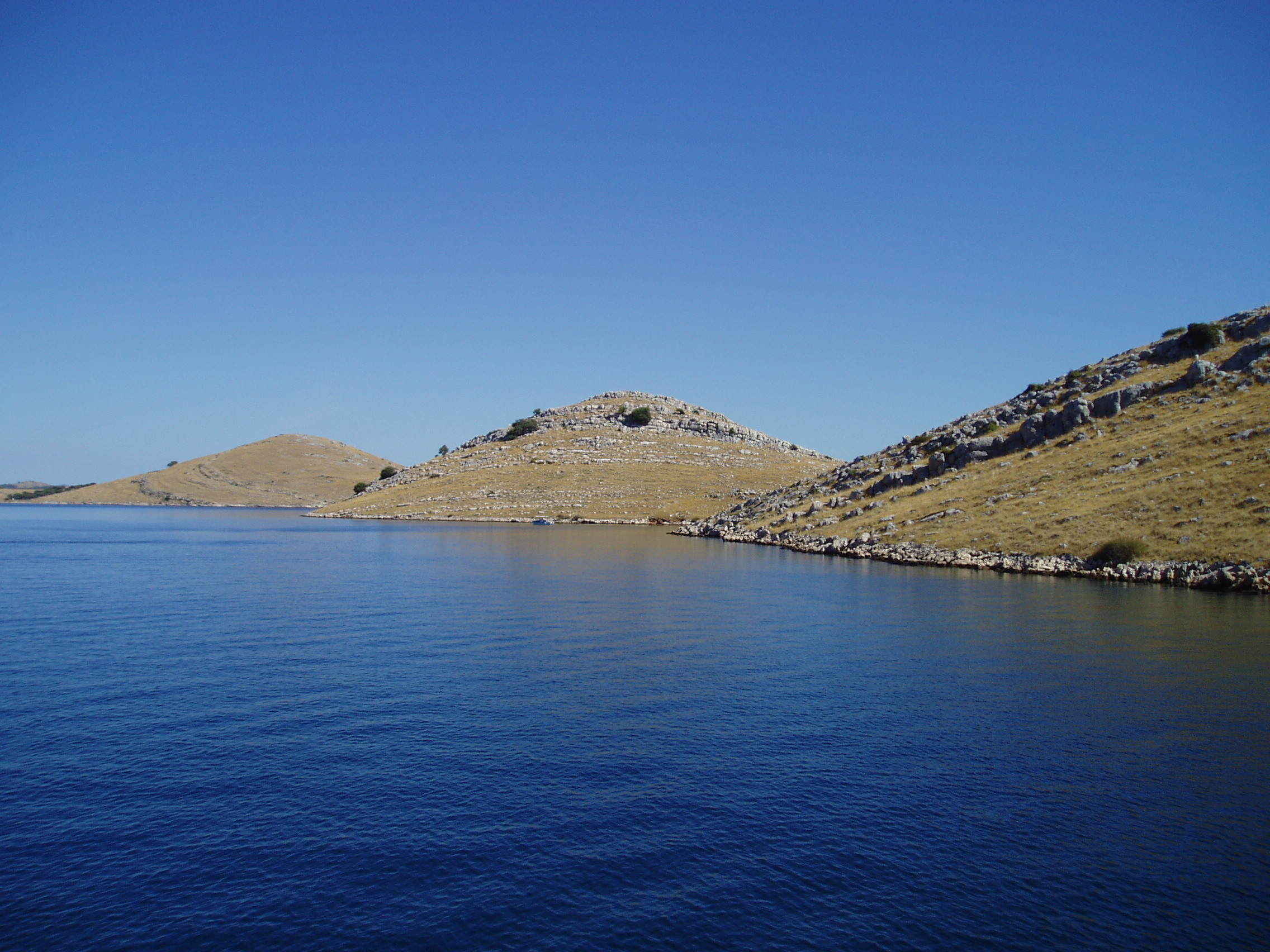
O arquipélago Kornati.

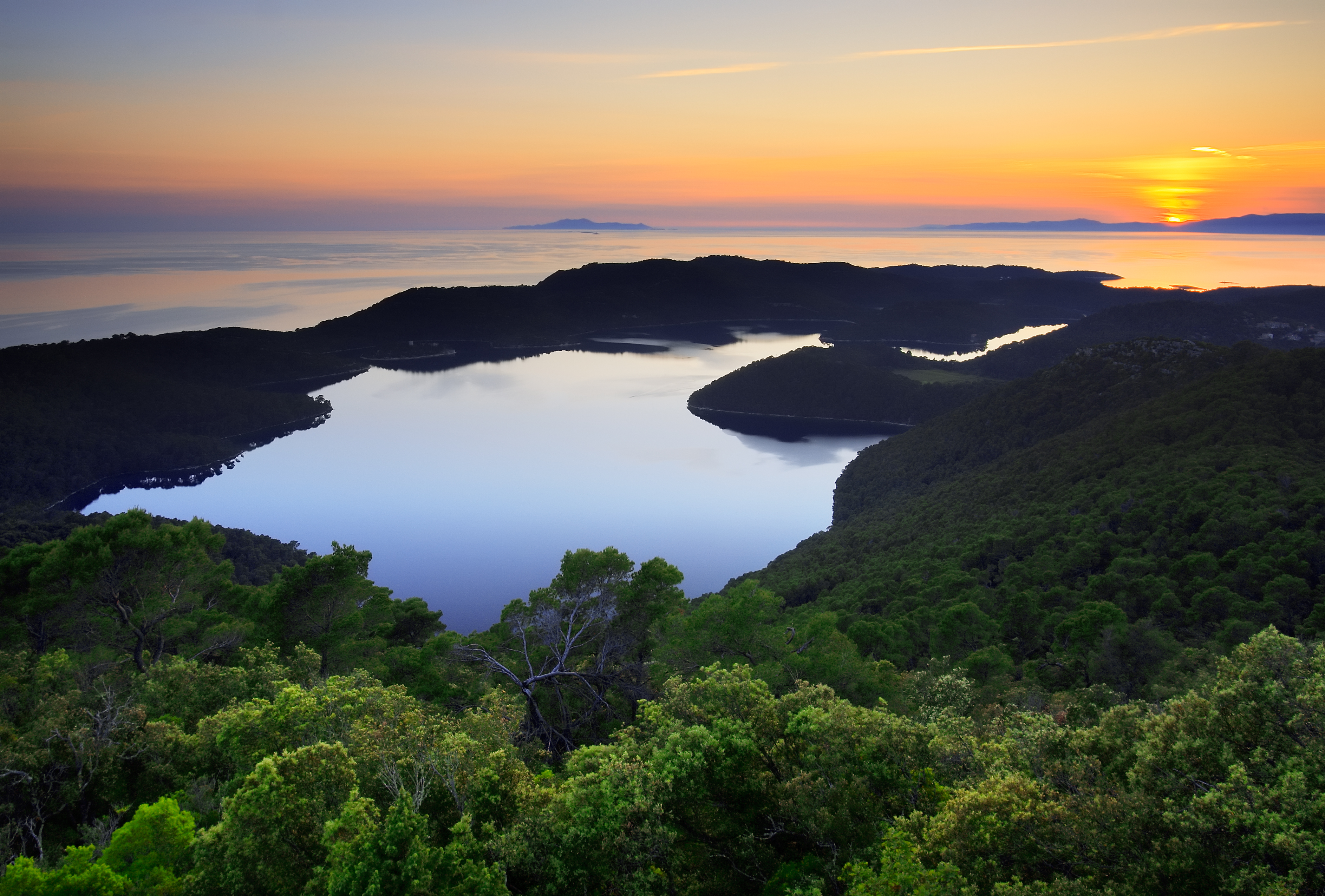
Um bosque na ilha de Mljet.

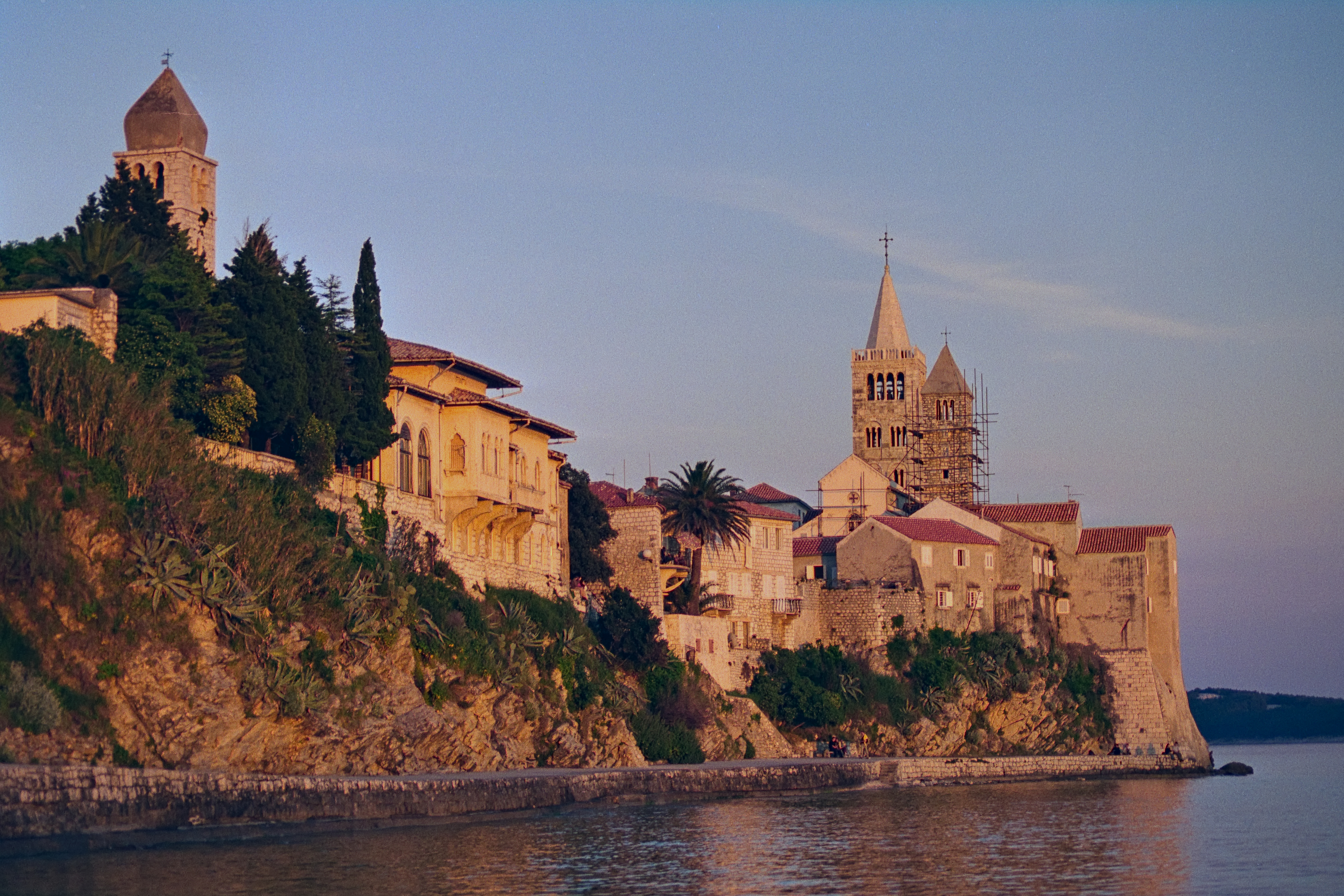
Centro histórico da cidade de Rab, na ilha de Rab.

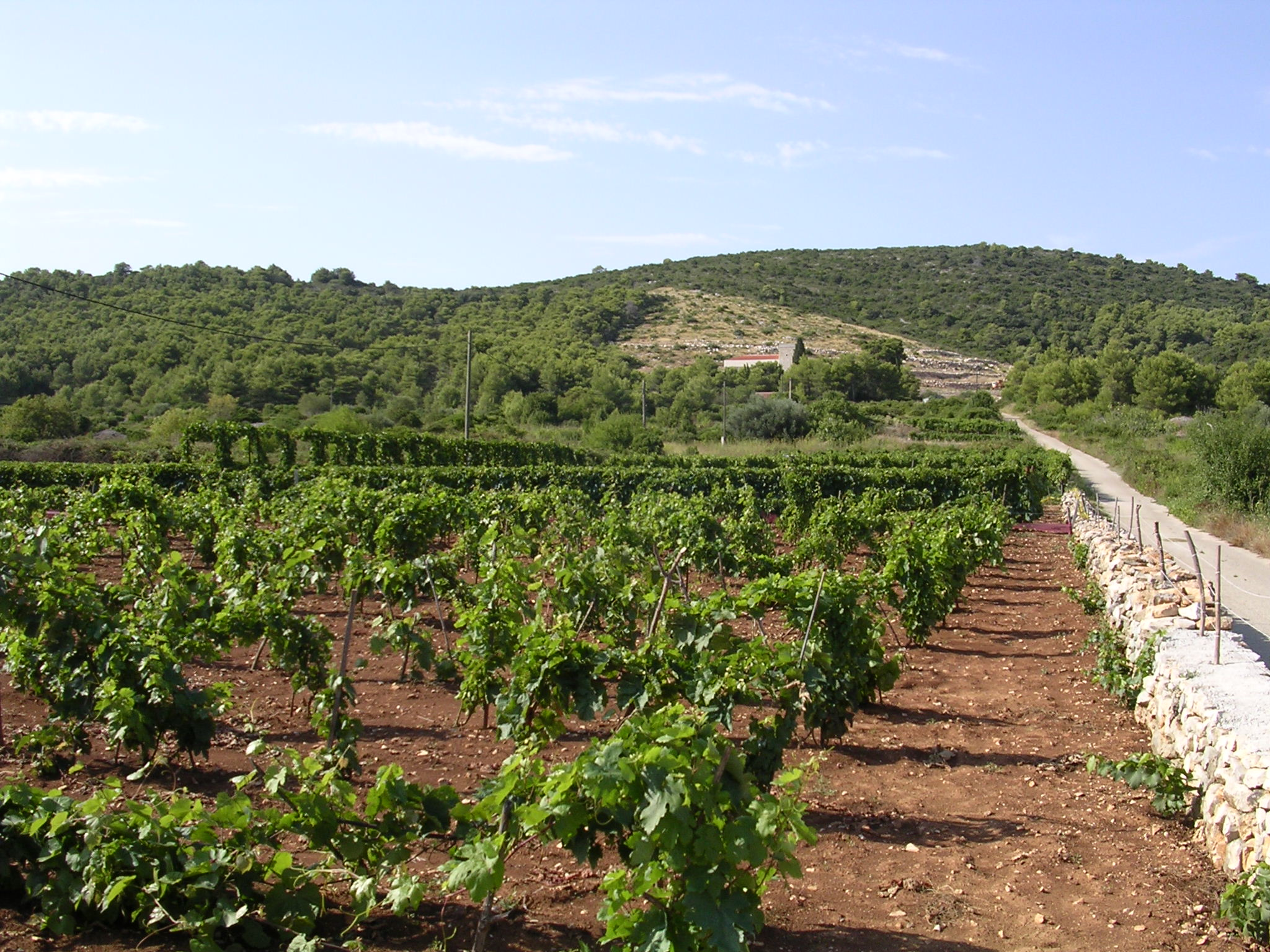
Uma vinha na ilha Vis.

Na área croata do mar Adriático há 698 ilhas, 389 ilhéus e 78 recifes, o que torna o arquipélago croata no maior do mar Adriático e no segundo maior do Mediterrâneo, após o arquipélago grego.
Das 698 ilhas, apenas 47 estão habitadas no sentido de que existe pelo menos um residente permanente. Não obstante, algumas fontes assinalam que a Croácia conta com 66 ilhas com presença humana histórica, das quais 19 perderam todos os seus habitantes como consequência do declínio populacional, que ocorre devido à insuficiente atividade económica.
As ilhas da Croácia têm sido habitadas desde os tempos da antiga Grécia; por exemplo, Hvar já era habitada entre 3500 e 2500 a.C., e Dionísio I de Siracusa fundou uma colónia em Hvar e Vis no século IV a.C.
A população das ilhas teve o seu valor mais alto em 1921 com 173 503 habitantes e entrou em declínio constante nas décadas seguintes, caindo para níveis anteriores a 1850 em 1981. No censo de 2001 foram registados 121 606 habitantes, face aos 110 953 de 1991.
As principais atividades nas ilhas são a agricultura - principalmente a viticultura e cultivo de oliveiras-, a pesca e o turismo. A economia local está relativamente pouco desenvolvida, enquanto que o custo de vida é de 10 a 30% mais alto que no continente, e por isso o governo da Croácia oferece diversos tipos de apoio e proteção através da sua "lei das ilhas" (em croata: Zakon o otocima) para estimular a economia, incluindo não cobrar portagem nas pontes e proporcionar passagens de ferry mais baratas ou gratuitas para os habitantes das ilhas.

## Lista de ilhas habitadas da Croácia
Densidade populacional
| #  | Ilha           | População | Área (km2) | Ponto mais alto (metros) | Densidade populacional (pessoas por km2) |
| -- | -------------- | --------- | ---------- | ------------------------ | ---------------------------------------- |
| 1  | Krk            | 17 860    | 405,78     | 568                      | 44,0                                     |
| 2  | Korčula        | 16 182    | 276,03     | 569                      | 58,6                                     |
| 3  | Brač           | 14 031    | 394,57     | 780                      | 35,6                                     |
| 4  | Hvar           | 11 103    | 299,66     | 628                      | 37,1                                     |
| 5  | Rab            | 9 480     | 90,84      | 410                      | 104,4                                    |
| 6  | Pag            | 8 398     | 284,56     | 349                      | 29,5                                     |
| 7  | Lošinj         | 7 771     | 74,68      | 589                      | 104,1                                    |
| 8  | Ugljan         | 6 182     | 50,21      | 286                      | 123,1                                    |
| 9  | Murter         | 5 060     | 18,60      | 125                      | 272,0                                    |
| 10 | Čiovo          | 4 455     | 28,80      | 217                      | 154,7                                    |
| 11 | Vis            | 3 617     | 90,26      | 587                      | 40,1                                     |
| 12 | Cres           | 3 184     | 405,78     | 639                      | 7,8                                      |
| 13 | Pašman         | 2 711     | 63,34      | 272                      | 42,8                                     |
| 14 | Dugi otok      | 1 772     | 114,44     | 337                      | 15,5                                     |
| 15 | Vir            | 1 608     | 22,38      | 112                      | 71,9                                     |
| 16 | Šolta          | 1 479     | 58,98      | 236                      | 25,1                                     |
| 17 | Mljet          | 1 111     | 100,41     | 513                      | 11,1                                     |
| 18 | Lastovo        | 835       | 46,87      | 415                      | 17,8                                     |
| 19 | Iž             | 557       | 17,59      | 168                      | 31,7                                     |
| 20 | Prvić          | 453       | 2,37       | 75                       | 191,1                                    |
| 21 | Šipan          | 436       | 15,81      | 224                      | 27,6                                     |
| 22 | Koločep        | 294       | 2,4        | 125                      | 122,5                                    |
| 23 | Zlarin         | 276       | 8,19       | 169                      | 33,7                                     |
| 24 | Lopud          | 269       | 4,63       | 216                      | 58,1                                     |
| 25 | Silba          | 265       | 14,98      | 83                       | 17,7                                     |
| 26 | Vrgada         | 242       | 3,7        | 115                      | 65,4                                     |
| 27 | Krapanj        | 237       | 0,36       | 1,5                      | 658,3                                    |
| 28 | Molat          | 207       | 22,82      | 148                      | 9,1                                      |
| 29 | Ist            | 202       | 9,7        | 174                      | 20,8                                     |
| 30 | Susak          | 188       | 3,8        | 98                       | 49,5                                     |
| 31 | Drvenik Veliki | 168       | 12,07      | 178                      | 13,9                                     |
| 32 | Olib           | 147       | 26,09      | 74                       | 5,6                                      |
| 33 | Kaprije        | 143       | 6,97       | 132                      | 20,5                                     |
| 34 | Žirje          | 124       | 15,06      | 134                      | 8,2                                      |
| 35 | Ilovik         | 104       | 5,2        | 92                       | 20,0                                     |
| 36 | Rava           | 98        | 3,6        | 98                       | 27,2                                     |
| 37 | Unije          | 90        | 16,92      | 132                      | 5,3                                      |
| 38 | Premuda        | 58        | 9,25       | 88                       | 6,3                                      |
| 39 | Drvenik Mali   | 54        | 3,3        | 79                       | 16,4                                     |
| 40 | Sestrunj       | 48        | 11,1       | 185                      | 4,3                                      |
| 41 | Zverinac       | 48        | 4,2        | 111                      | 11,4                                     |
| 42 | Rivanj         | 22        | 4,4        | 112                      | 5,0                                      |
| 43 | Biševo         | 19        | 5,8        | 239                      | 3,3                                      |
| 44 | Male Srakane   | 9         | 0,61       | 40                       | 14,8                                     |
| 45 | Vele Srakane   | 8         | 1,15       | 59                       | 5,3                                      |
| 46 | Kornat         | 7         | 32,30      | 237                      | 0,2                                      |
| 47 | Sveti Andrija  | 1         | 0,14       | Não disponível           | 7,1                                      |